# 村の結婚 (ステーンの絵画)
『村の結婚』（むらのけっこん、蘭: Een bruiloft in het dorp、英: Village Wedding）は、オランダ黄金時代の画家ヤン・ステーンが板上に油彩で制作した絵画である。制作年は不詳であるが、画面下部右側に「J. Steen」という画家の署名が記されている。作品は1975年まではフランスの個人コレクションにあったが、1976年にパリで購入されて以来、東京の国立西洋美術館に所蔵されている。

## 作品

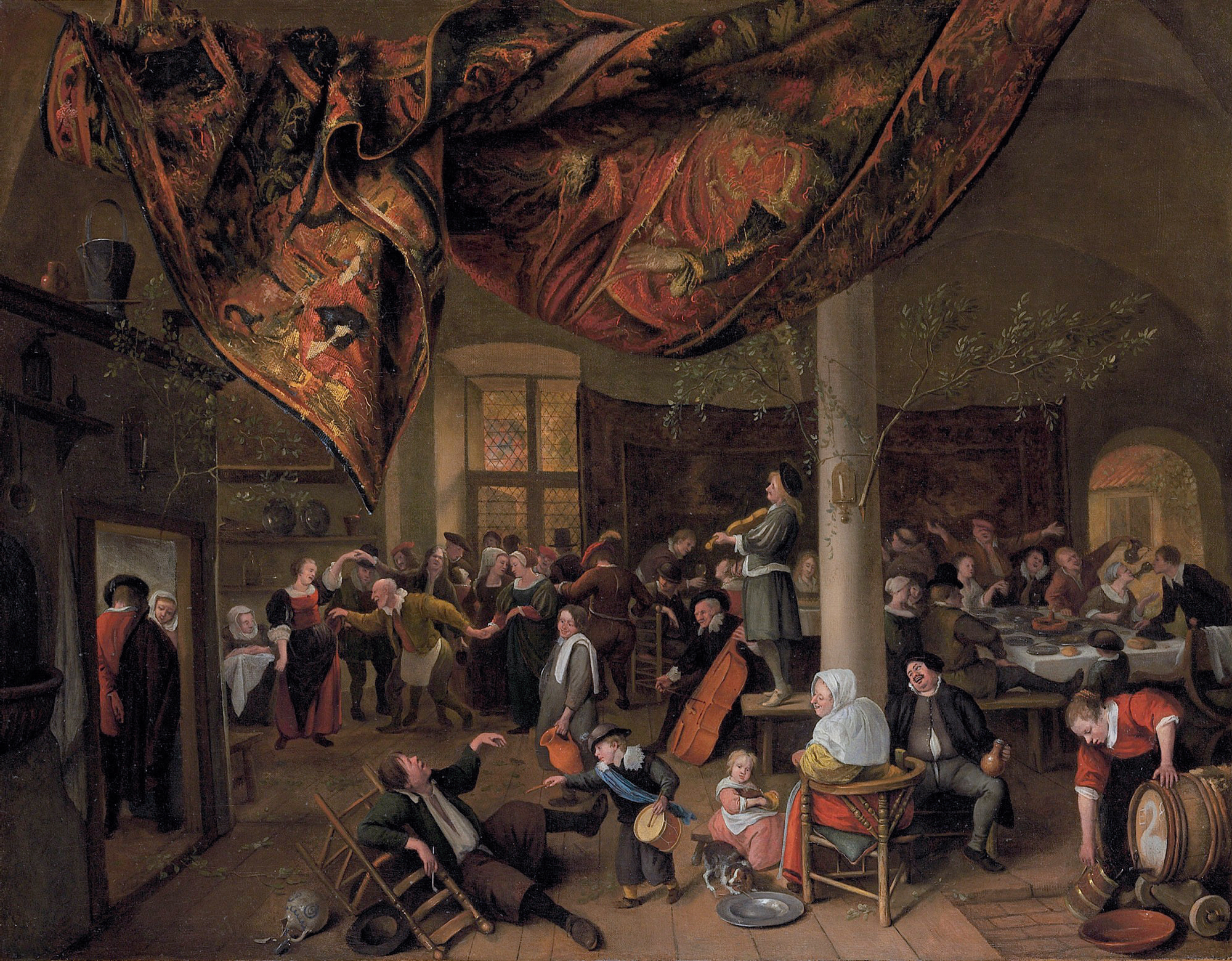
ヤン・ステーン『村の結婚』 (1670年ごろ)、個人蔵

ヤン・ステーンが制作した絵画は約800点あるが、その多くが風俗画であり、そのうちの20点が村の結婚を主題としている。それらの絵画は、本作のような屋外の場面を表したものと、室内の場面を描いたものに大別できる。
本作では、画面中央の花嫁に帽子を取った男が口づけしようとしている。しかし、彼が花婿なのか、友人の1人なのかは判然としない。というのも、その背後から笑みを浮かべて歩み寄る男がおり、彼が花婿かもしれないからである。彼は、花嫁を家から出迎えに来ているとも考えられる。
この場面には、51人もの老若男女が集っている。人々の様子はさまざまで、花嫁たちを笑顔で眺める者、あまり関心のなさそうな者、家の窓から身を乗り出してはしゃぐ者、楽器を演奏する者、あるいは泣いている子供などが登場している。ステーンは、このような風俗場面における人物たちの多彩な心理や行動を見つめる優れた視点を持っていた画家である。人々の違った身振りや反応が巧みに散りばめられ、鑑賞者の目を楽しませてくれる。なお、ステーンの作品にしては珍しく、本作には動物たちがまったく登場していない。